# Erodium oreophilum
Erodium oreophilum är en näveväxtart som beskrevs av Quezel. Erodium oreophilum ingår i släktet skatnävor, och familjen näveväxter. Inga underarter finns listade i Catalogue of Life.